# Centro giovanile regionale di Černihiv
Il Centro giovanile regionale di Černihiv, anche noto come Cinema Ščors (in ucraino Чернігівського обласного молодіжного центру?; in russo Дом кинотеатра имени Н. А. Щорса (Чернигов)?), è stato un teatro storico novecentesco situato nel centro di Černihiv.

## Storia

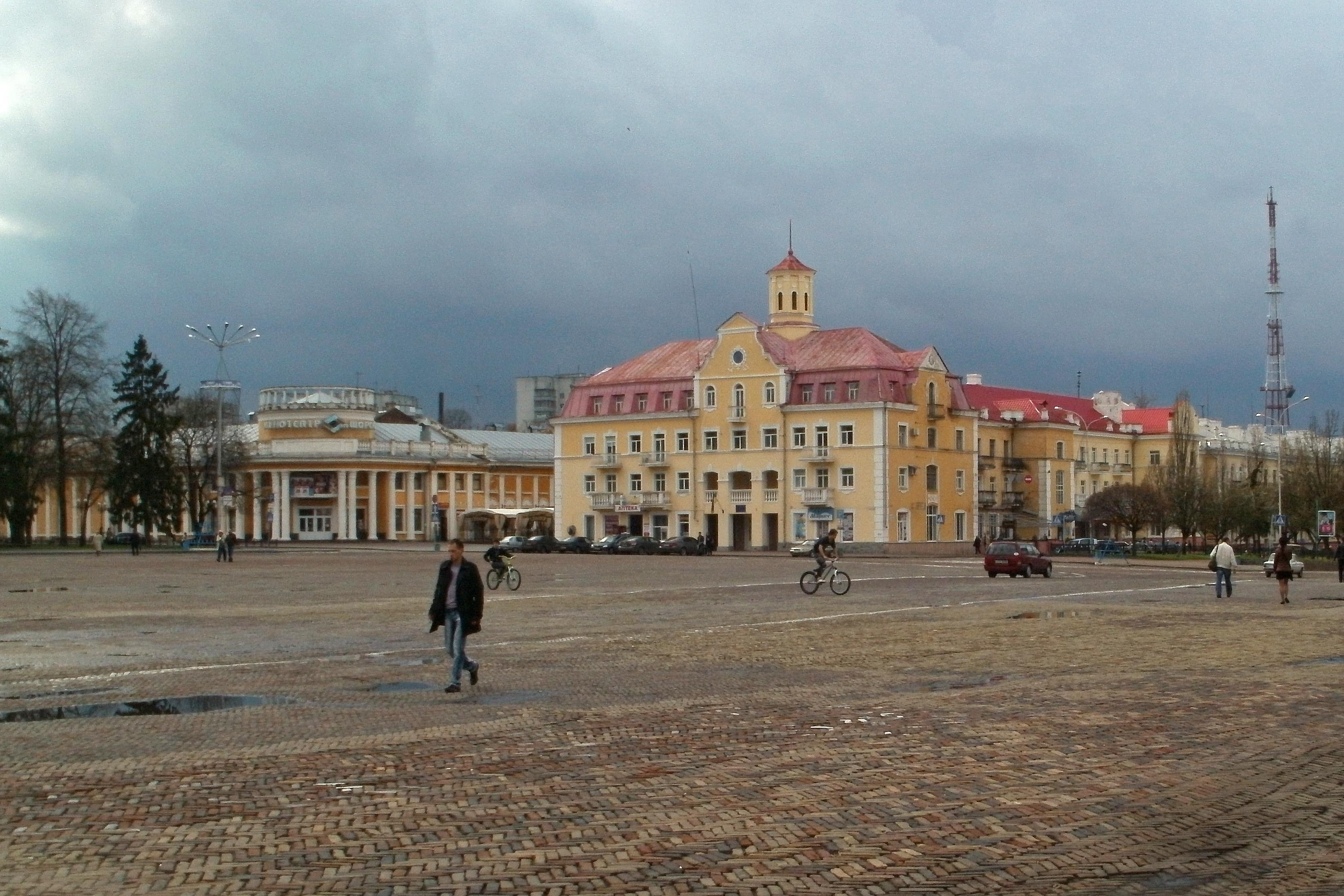
Piazza con Hotel Desna e Centro giovanile nel 2013

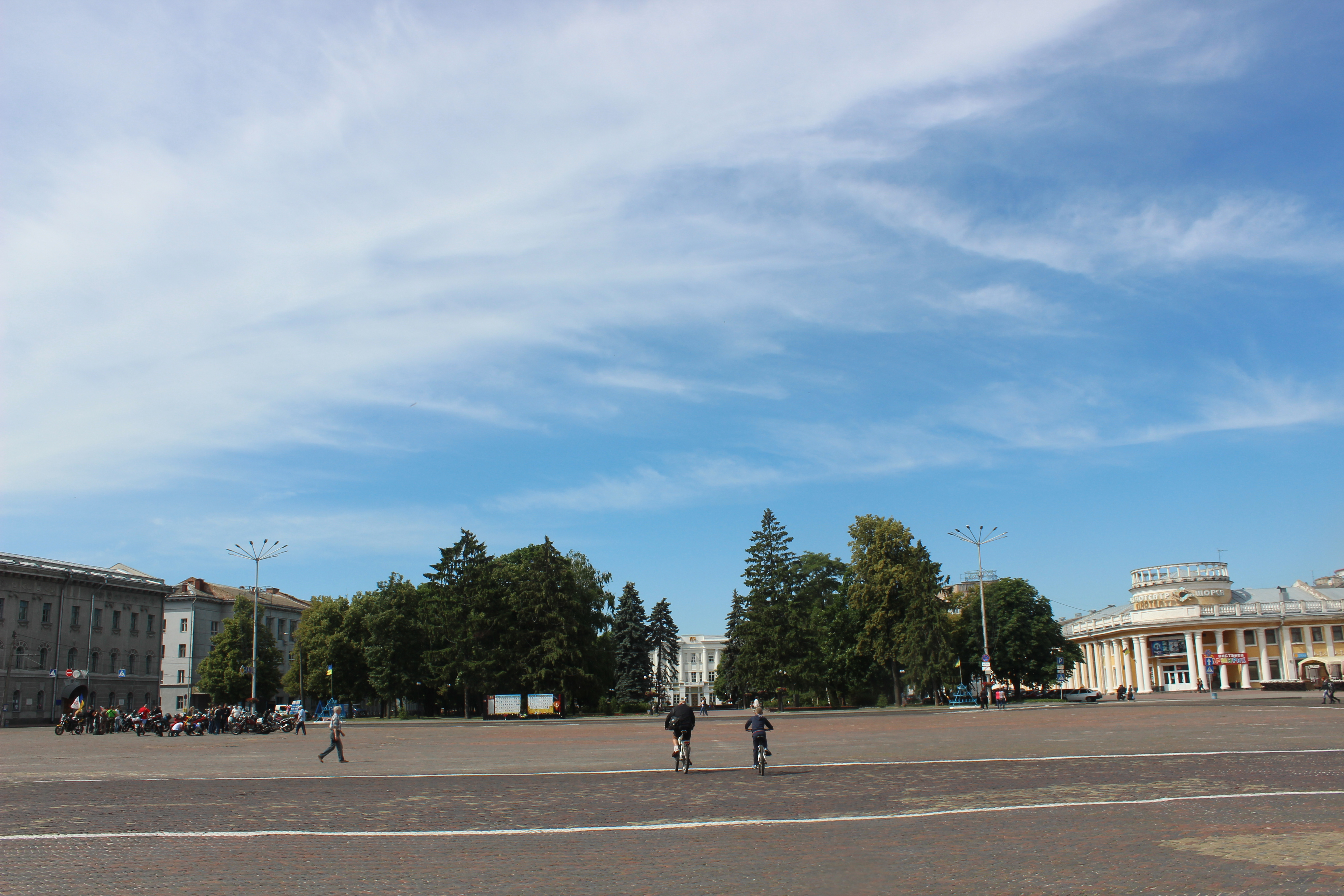
La piazza col Centro giovanile

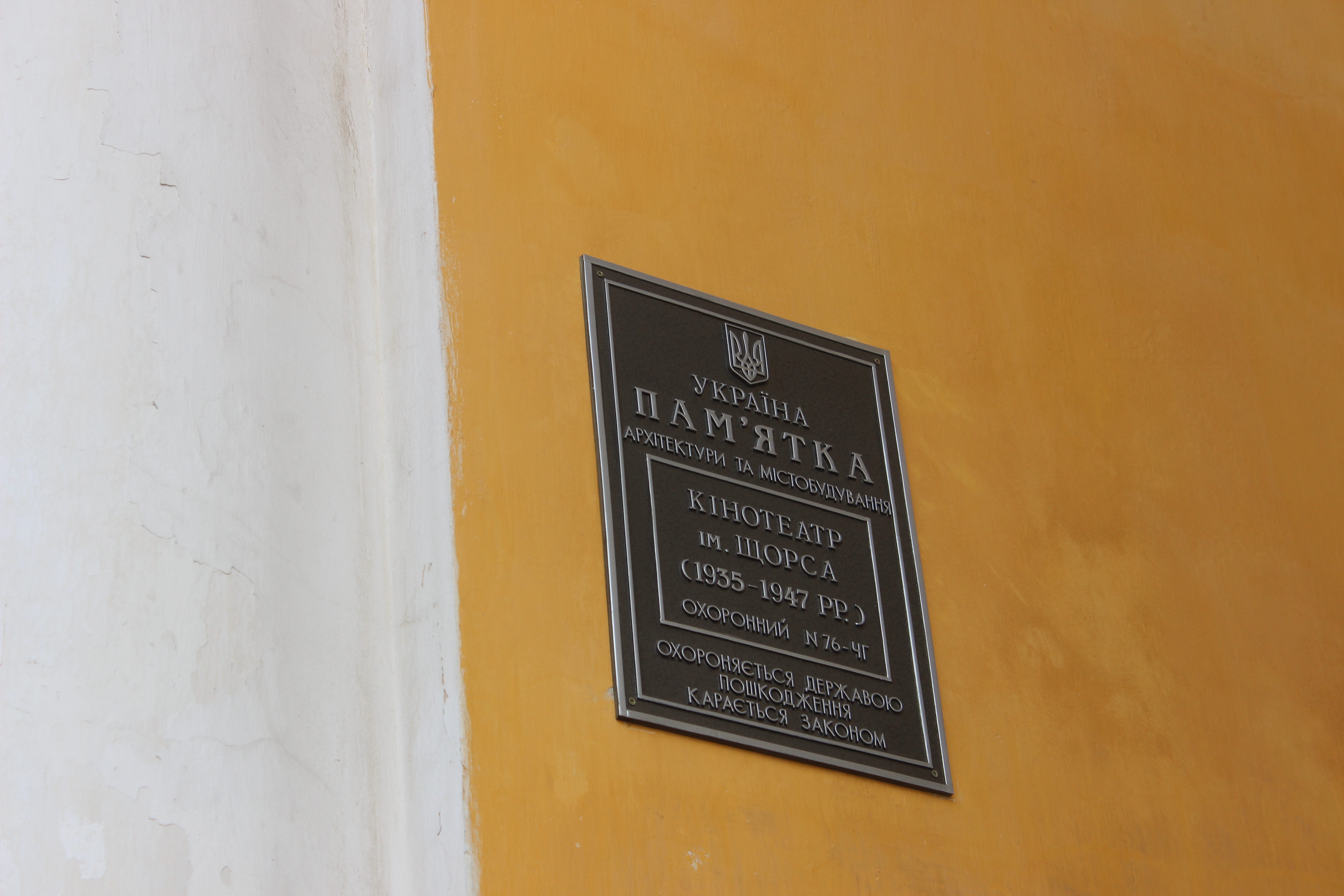
La targa che si trovava sulla facciata

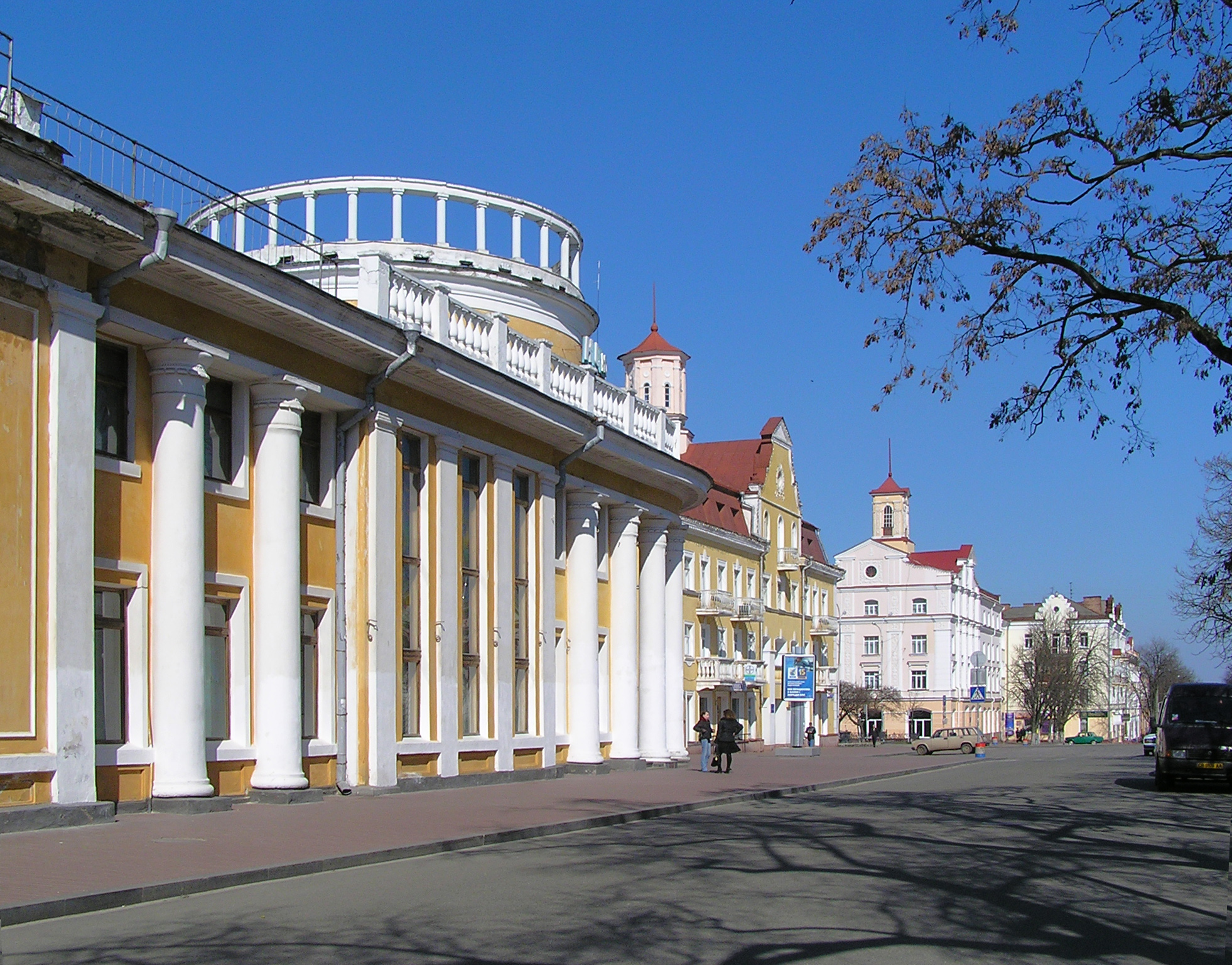
Parte della facciata

Il primo edificio pensato sia per il cinema che per il teatro venne costruito nel 1939, ma durante la seconda guerra mondiale venne distrutto e nel 1947 si procedette alla sua ricostruzione. All'inizio degli anni sessanta venne nuovamente ricostruito, stavolta con maggiori dimensioni, con tre diverse sale utilizzate per concerti, rappresentazioni teatrali, serate danzanti e spettacoli cinematografici. Fu a lungo il solo cinema a Černihiv. Nel 1993 una sua sala venne gravemente danneggiata da un incendio e si rese necessaria una nuova ricostruzione. Nel 1996 venne dichiarato monumento architettonico; nel 2017 il cinema venne chiuso e da quel momento la struttura divenne il Centro giovanile regionale di Černihiv.
Durante l'invasione russa dell'Ucraina, nel febbraio 2022, l'edificio è stato colpito da bombe e quasi completamente distrutto.

## Descrizione
L'ex Ščors Cinema, che ospitava il Centro giovanile regionale di Černihiv, si trovava nel centro cittadino affacciato su una delle sue piazze principali.